# Лука Крекко
Лука Крекко (італ. Luca Crecco, нар. 6 вересня 1995, Рим) — італійський футболіст, захисник, півзахисник клубу «Пескара».
Володар Кубка Італії.

## Клубна кар'єра
Народився 6 вересня 1995 року в місті Рим. Вихованець юнацьких команд футбольних клубів «Оттавія» та «Лаціо».
У дорослому футболі дебютував 2013 року виступами за команду клубу «Лаціо», в якій провів два сезони, взявши за цей час участь лише у 2 матчах чемпіонату. 
Не ставши гравцем основного складу римської команди, протягом трьох сезонів з 2014 року грав на умовах оренди за низку команд Серії B — «Тернану», «Віртус Ланчано», «Модену», «Трапані» та «Авелліно».
До складу «Лаціо» повернувся влітку 2017 року, проте у складі «біло-блакитних» знову не зміг пробитися до основної команди. Натомість влітку 2018 року уклав контракт з друголіговою «Пескарою».

## Виступи за збірні
2012 року дебютував у складі юнацької збірної Італії, взяв участь у 20 іграх на юнацькому рівні, відзначившись 3 забитими голами.
З 2014 року залучався до складу молодіжної збірної Італії. На молодіжному рівні зіграв у 4 офіційних матчах.

## Статистика виступів

### Статистика клубних виступів
Станом на 15 березня 2019
| Сезон             | Команда           | Чемпіонат         | Чемпіонат | Чемпіонат | Національний кубок | Національний кубок | Національний кубок | Континентальні кубки | Континентальні кубки | Континентальні кубки | Інші змагання | Інші змагання | Інші змагання | Усього | Усього |
| Сезон             | Команда           | Ліга              | Ігор      | Голів     | Ліга               | Ігор               | Голів              | Ліга                 | Ігор                 | Голів                | Ліга          | Ігор          | Голів         | Ігор   | Голів  |
| ----------------- | ----------------- | ----------------- | --------- | --------- | ------------------ | ------------------ | ------------------ | -------------------- | -------------------- | -------------------- | ------------- | ------------- | ------------- | ------ | ------ |
| 2012–13           | «Лаціо»           | A                 | 1         | 0         | КІ                 | 0                  | 0                  | ЛЄ                   | 0                    | 0                    | -             | -             | -             | 1      | 0      |
| 2013–14           | «Лаціо»           | A                 | 1         | 0         | КІ                 | 0                  | 0                  | ЛЄ                   | 0                    | 0                    | СІ            | 0             | 0             | 1      | 0      |
| 2014–15           | «Тернана»         | B                 | 34        | 0         | КІ                 | 1                  | 0                  | -                    | -                    | -                    | -             | -             | -             | 35     | 0      |
| 2015-січ. 2016    | «Віртус Ланчано»  | B                 | 10        | 0         | КІ                 | 1                  | 0                  | -                    | -                    | -                    | -             | -             | -             | 11     | 0      |
| січ.-черв. 2016   | «Модена»          | B                 | 15        | 0         | КІ                 | 0                  | 0                  | -                    | -                    | -                    | -             | -             | -             | 15     | 0      |
| лип.-серп. 2016   | «Трапані»         | B                 | 0         | 0         | КІ                 | 0                  | 0                  | -                    | -                    | -                    | -             | -             | -             | 0      | 0      |
| 2016-січ. 2017    | «Авелліно»        | B                 | 12        | 0         | КІ                 | 0                  | 0                  | -                    | -                    | -                    | -             | -             | -             | 12     | 0      |
| січ.-черв. 2017   | «Лаціо»           | A                 | 3         | 1         | КІ                 | 1                  | 0                  | -                    | -                    | -                    | -             | -             | -             | 4      | 1      |
| 2017–18           | «Лаціо»           | A                 | 0         | 0         | КІ                 | 0                  | 0                  | ЛЄ                   | 2                    | 0                    | СІ            | 0             | 0             | 2      | 0      |
| Усього за «Лаціо» | Усього за «Лаціо» | Усього за «Лаціо» | 5         | 1         |                    | 1                  | 0                  |                      | 2                    | 0                    |               | -             | -             | 8      | 1      |
| 2018–19           | «Пескара»         | B                 | 14        | 2         | КІ                 | 0                  | 0                  | -                    | -                    | -                    | -             | -             | -             | 14     | 2      |
| Усього за кар'єру | Усього за кар'єру | Усього за кар'єру | 90        | 2         |                    | 3                  | 0                  |                      | 2                    | 0                    |               | 0             | 0             | 95     | 2      |

## Титули і досягнення
- Володар Кубка Італії (1):

«Лаціо»:  2012-2013